# Zeitschrift für Musikwissenschaft
Die Zeitschrift für Musikwissenschaft war eine musikwissenschaftliche Fachzeitschrift, die von 1918 bis 1935 im Verlag Breitkopf & Härtel, Leipzig, erschien. Herausgeber war die Deutsche Musikgesellschaft bzw. Deutsche Gesellschaft für Musikwissenschaft.
Redaktionsleiter der Zeitschrift war seit ihrem ersten Erscheinen 1918 der Musikwissenschaftler Alfred Einstein. Während der Zeit des Nationalsozialismus wurde er im Jahr 1933 gezwungen, die Redaktion der Zeitschrift niederzulegen. Sein Nachfolger wurde Max Schneider. Nachfolgezeitschrift war das Archiv für Musikforschung (AfMf), das von 1936 bis 1943 erschien. Verlag und Herausgeber waren dieselben wie zuvor.

## Frankfurter Zeitung für Musikwissenschaft
Die Frankfurter Zeitung für Musikwissenschaft (FZMw, ISSN 1438-857X), herausgegeben seit 1998 bis 2011 von Wolfgang Krebs, Goethe-Universität Frankfurt, ist eine nicht verwandte, ebenfalls eingestellte Zeitschrift.